# Unholy (Altaria)
Unholy è il quarto album in studio del gruppo power metal finlandese Altaria, pubblicato nel 2009.

## Tracce
1. Alterior Motive
2. Warriors
3. Unholy Invasion
4. Pride & Desire
5. The Lake
6. Danger Zone
7. Steal Your Thunder
8. Wind Beneath My Wings
9. We Own the Fire
10. Ready!
11. Never Wonder Why
12. Underdog

## Formazione
- Marco Luponero – voce, basso
- Juha Pekka Alanen – chitarra
- Petri Aho – chitarra
- Tony Smedjebacka – batteria